# مؤشر قناة السلع الأساسية

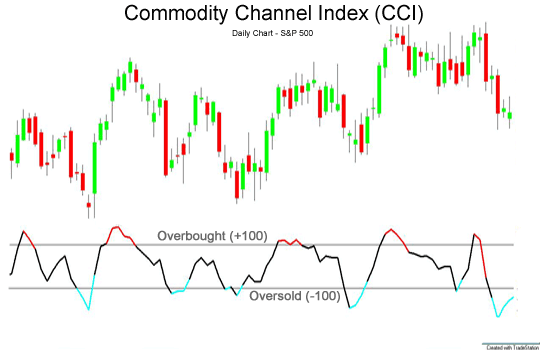

مؤشر قناة السلع (CCI) هو مذبذب الزخم المستخدم في التحليل الفني الذي يقيس الاختلافات أداة من المتوسط الإحصائي. و CCI هو مؤشر معروفة جدا وتستخدم على نطاق واسع التي اكتسبت مستوى من الشعبية في جزء صغير بسبب تنوعها. وهو مذبذب غير محدود تماما وليس له حد أدنى أو أعلى. وكثيرًا ما يستخدم CCI للعثور على الإرتدادات وكذلك الإنفراجات بين السعر والمؤشر. وفي الأصل، صمم المؤشر ليستخدم لتحديد الاتجاهات في السلع الأساسية، ومع ذلك فهو يستخدم الآن في طائفة واسعة من الأدوات المالية زادت شعبية المؤشر منذ طرحه وأصبح اليوم أداة شائعة جدًا للمتداولين في تحديد الاتجاهات الدورية ليس فقط في السلع ولكن أيضًا في الأسهم والعملات. يمكن تعديل مؤشر قناة السلع الأساسية ليناسب الإطار الزمني للسوق الذي يتم التداول فيه عن طريق تغيير فترة المتوسط.
يهدف المؤشر إلى معرفة دورات التغيير للبضائع ويستخدم أيضا لمعرفة أوقات التغير في اتجاهات السهم. يستند هذا المؤشر على فرضية أن البضائع أو الأسهم تتحرك في دورات من الارتفاعات والانخفاضات التي تحدث خلال دورات يمكن التعرف عليها وتحديدها.
يعد المؤشر أحد مجموعات المتذبذبات، كما يميز بين حالات زيادة الشراء وكذلك حالات زيادة البيع في السوق، ويقاس بمقياس رقمي يبدأ من 100- : 100+ أو من 200- : 200
و قد صمم لتحديد بداية ونهاية دورات السلع في السوق من خلال دورة يتم فيها مقارنة السعر الحالي بأسعار 20 يوم سابق.
طريقة 1 للمتاجرة بـ CCI :
إشارة البيع :إذا اخترق خط ال CCI مستوى ال +100 لأعلى ( أي اننا وصلنا لمرحلة التشبع بالشراء) فإن هناك (إشارة بيعِ محتملة ) عندما يكون CCI في أَو فوق مستوى ال +100 .
إشارة الشراء: إذا اخترق خط ال CCI مستوى ال +100 لأسفل ( أي وصلنا لمرحلة التشبع بالبيع ) فإن هناك (إشارة شراء محتملة ) عندما يكون CCI في أَو تحت مستوى ال -100 .
طريقة 2 للمتاجرة بـ CCI :
يعتبر خط ال +100 و خط ال -100 مقاومة أو دعم حسب الاتجاه، وأي اختراق له يكون صفقة إما شراء أو بيع.
و تعد الطريقة الثانية هي أفضل طريقة للمتاجرة بـ CCI لأنها سهلة جداً.